# Alexander Gardner
Alexander Gardner (Paisley, 17 oktober 1821 - Washington D.C., 10 december 1882) was een Schotse fotograaf die voornamelijk actief was tijdens de Amerikaanse Burgeroorlog.

## Biografie

### Vroege jaren
Alexander Gardner werd op 17 oktober 1821 geboren als een zoon James Gardner en Jean Glenn in het Schotse Paisley. Kort na zijn geboorte verhuisde zijn familie naar Glasgow. Op veertienjarige leeftijd verliet hij school en werd hij leerling bij een juwelier. Hier zou in dienst blijven tot 1842. Hij raakte geïnteresseerd door de socialistische idealen die werden gepropageerd door Robert Owen. In 1848 had Gardner het idee om een semi-socialistische kolonie te stichten in de Verenigde Staten. Twee jaar later kochten hij en zijn broer James Gardner een stuk land nabij Monona in Iowa. Gardner zou hier zelf nooit leven; hij keerde terug naar Glasgow om nieuwe leden te rekruteren en geld te collecteren.
In mei 1851 was Alexander Gardner aanwezig bij de Great Exhibition in Londen en aldaar maakte hij kennis met de fotografie van Mathew Brady. Na zijn terugkeer naar Glasgow begon Gardner zelf met het experimenteren in de fotografie. In de lente van 1856 emigreerde hij samen met zijn gezin naar de Verenigde Staten, maar bij aankomst in het land hoorde hij dat in zijn kolonie in Iowa de tuberculose heerste. Daarom besloot hij in New York te blijven. In februari 1858 werd Gardner in dienst genomen door Brady en weldra wist hij een eigen reputatie op te bouwen als portretfotograaf.

### Amerikaanse Burgeroorlog
Na de verkiezing van Abraham Lincoln tot president werd de dreiging van een burgeroorlog groot en werd Gardner door vele soldaten gevraagd om van hen een portret te maken. Gardner was bevriend met Allan Pinkerton en dankzij zijn bemiddeling kon Brady's plan om oorlogsfotografie te bedrijven doorgang vinden. In november 1861 werd Gardner toegevoegd aan de militaire staf van George McClellan. Hij was vervolgens aanwezig bij de Slag bij Antietam en legde deze op foto vast. Nadat McClellan werd ontheven van zijn functie als commandant van de Army of the Potomac werd ook de rol van Gardner kleiner. Hierop brak Gardner dan ook zijn dienstverband bij Brady en ging hij voor zichzelf werken.
In de winter volgde Gardner het leger van Ambrose Burnside en fotografeerde hij de Slag bij Fredericksburg. Op 26 mei 1863 opende hij samen met zijn broer James Gardner hun eigen studio in Washington D.C. Vervolgens fotografeerde Gardner ook de Slag bij Gettysburg en het Beleg van Petersburg. Na de moord op president Lincoln werd hij door het ministerie van Oorlog gevraagd of hij foto's wilde maken van de samenzweerders die gevangen werden gehouden op de schepen de USS Saugus en de USS Montauk. Hij was vervolgens ook bij hun executie aanwezig op 7 juli 1865 en legde deze vast.

### Na de oorlog
In 1867 begon Gardner met zijn aanstelling als hoofdfotograaf bij Union Pacific Railway Expedition. Een jaar later werd hij gevraagd om het Verdrag van Fort Laramie vast te leggen. Gardner zou bij deze bijeenkomst tweehonderd foto's maken van de Native Americans. Tijdens zijn laatste jaren was hij op filantropische wijze actief met zijn vak. Zo kopieerde hij onder meer duizend daguerreotypes van het Metropolitan Police Department. Begin 1882 werd Alexander Gardner ziek en op 10 december van dat jaar overleed hij.

## Galerij

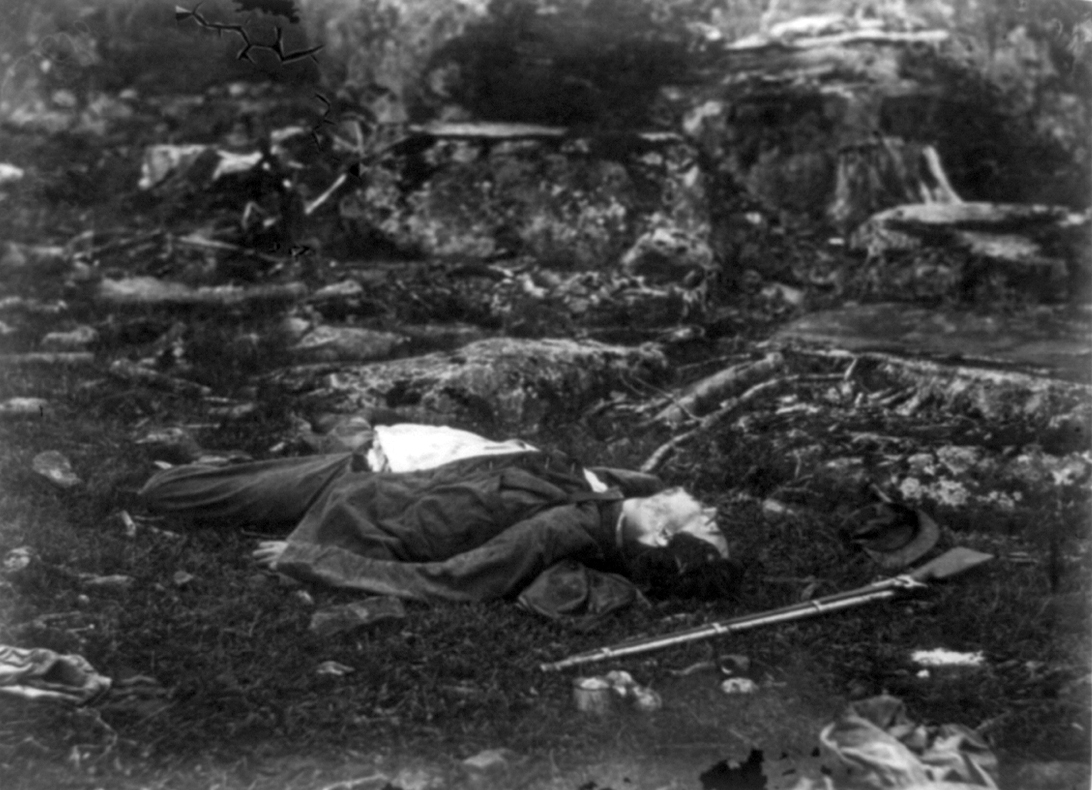
"A sharpshooter's last sleep"
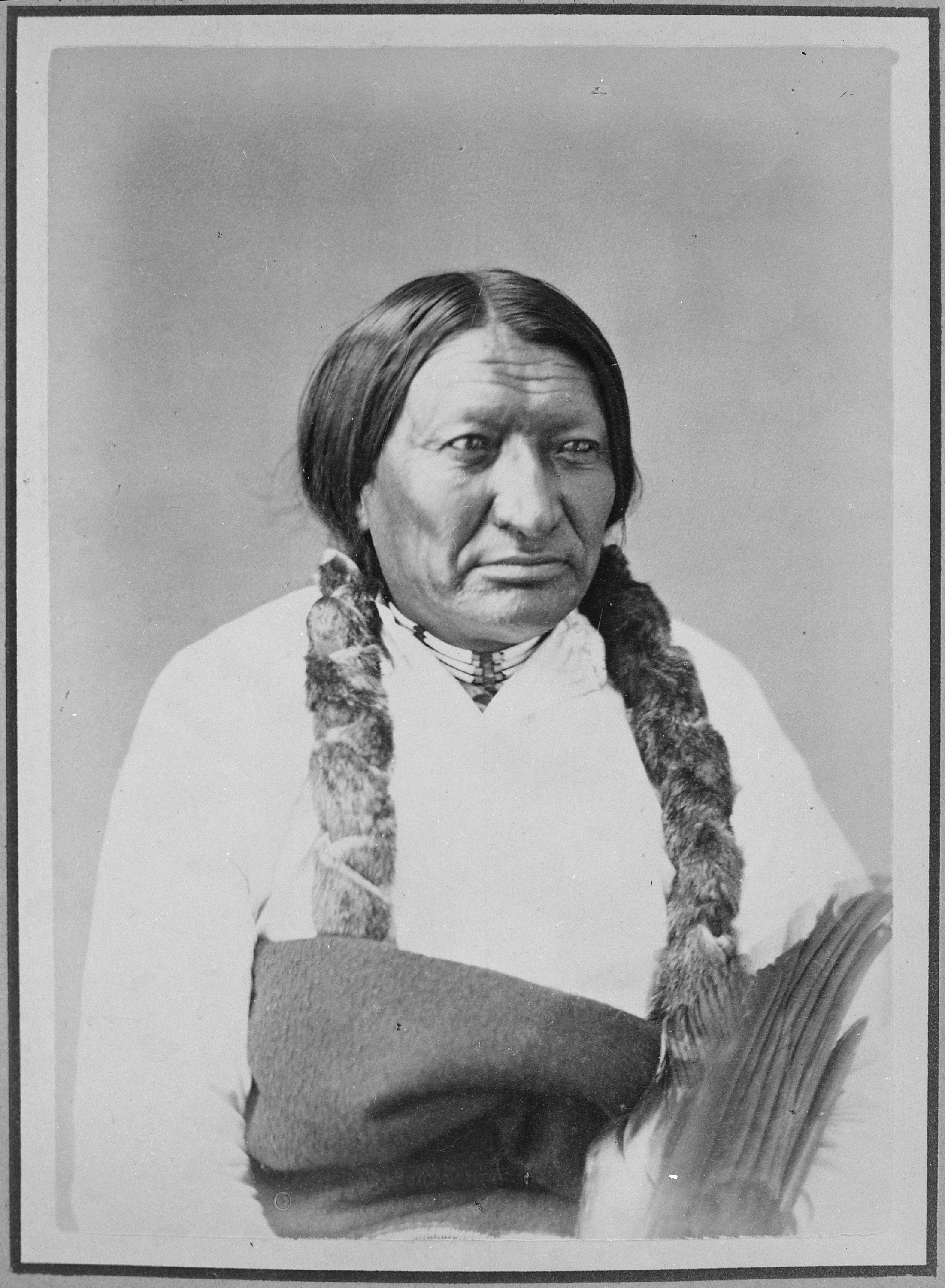
Portret van Ta-Tan-Kah-Sa-Pah (Black Bull), 1872
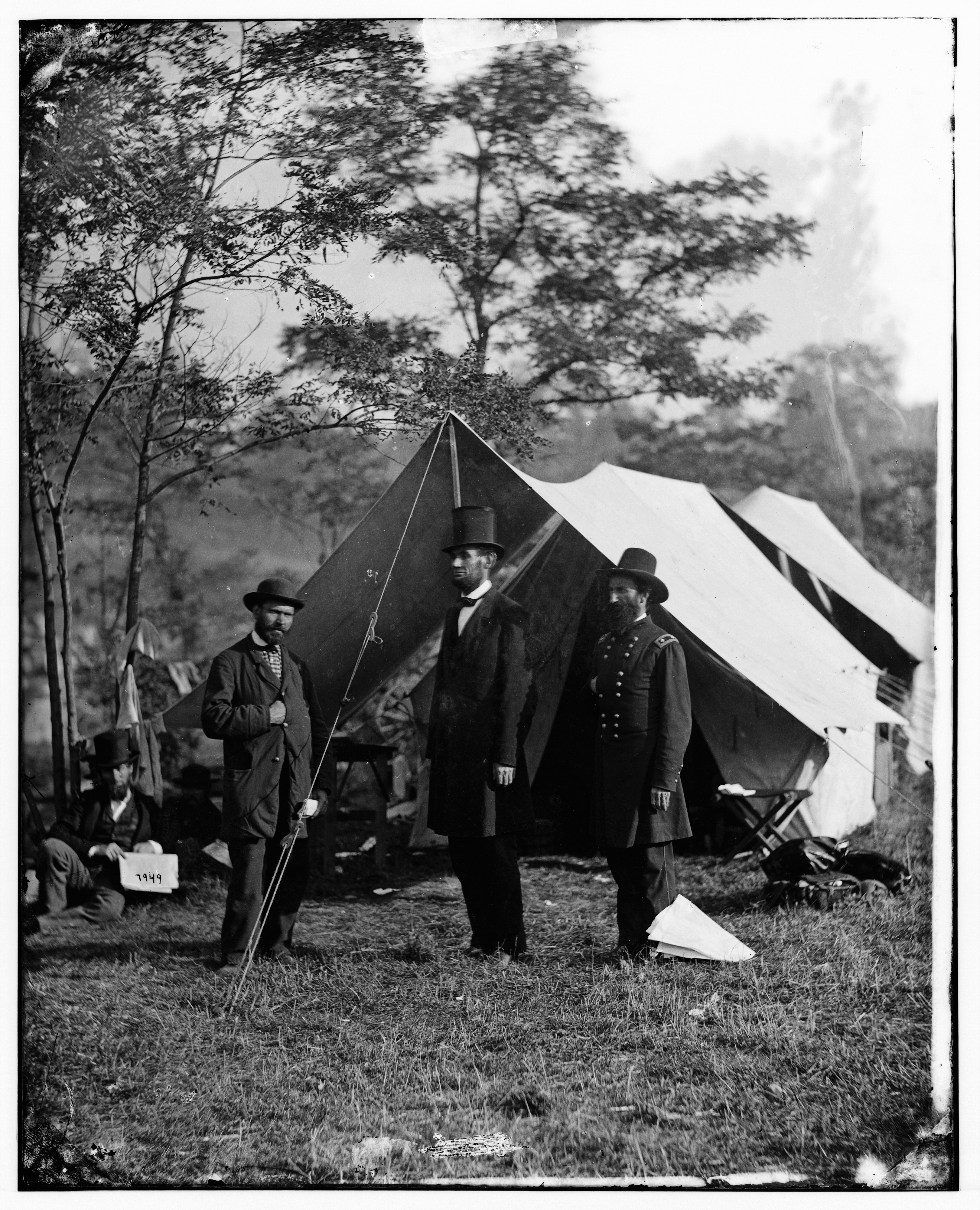
Bezoek van Lincoln aan Antietam, 1863
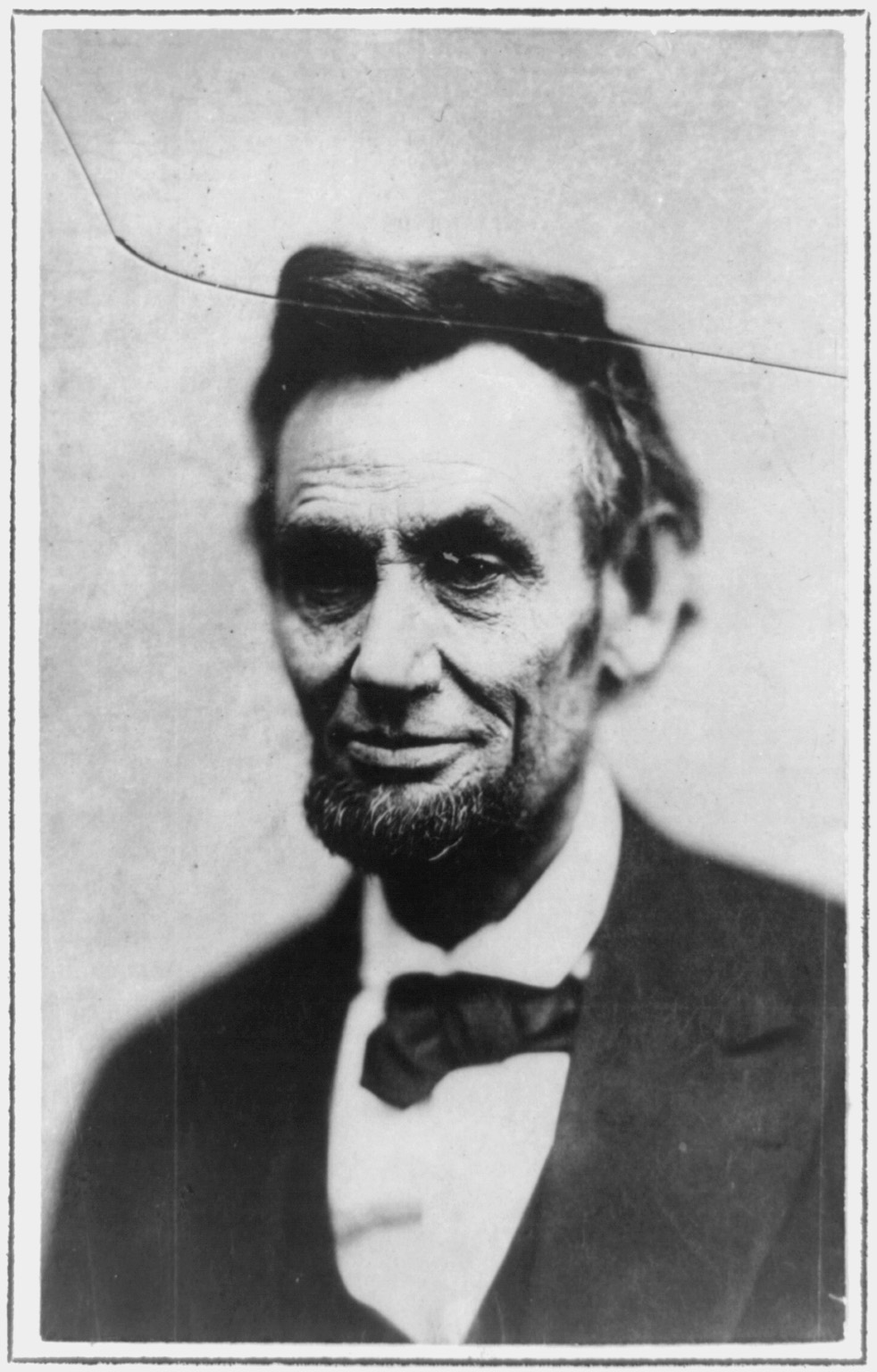
Abraham Lincoln in februari 1865
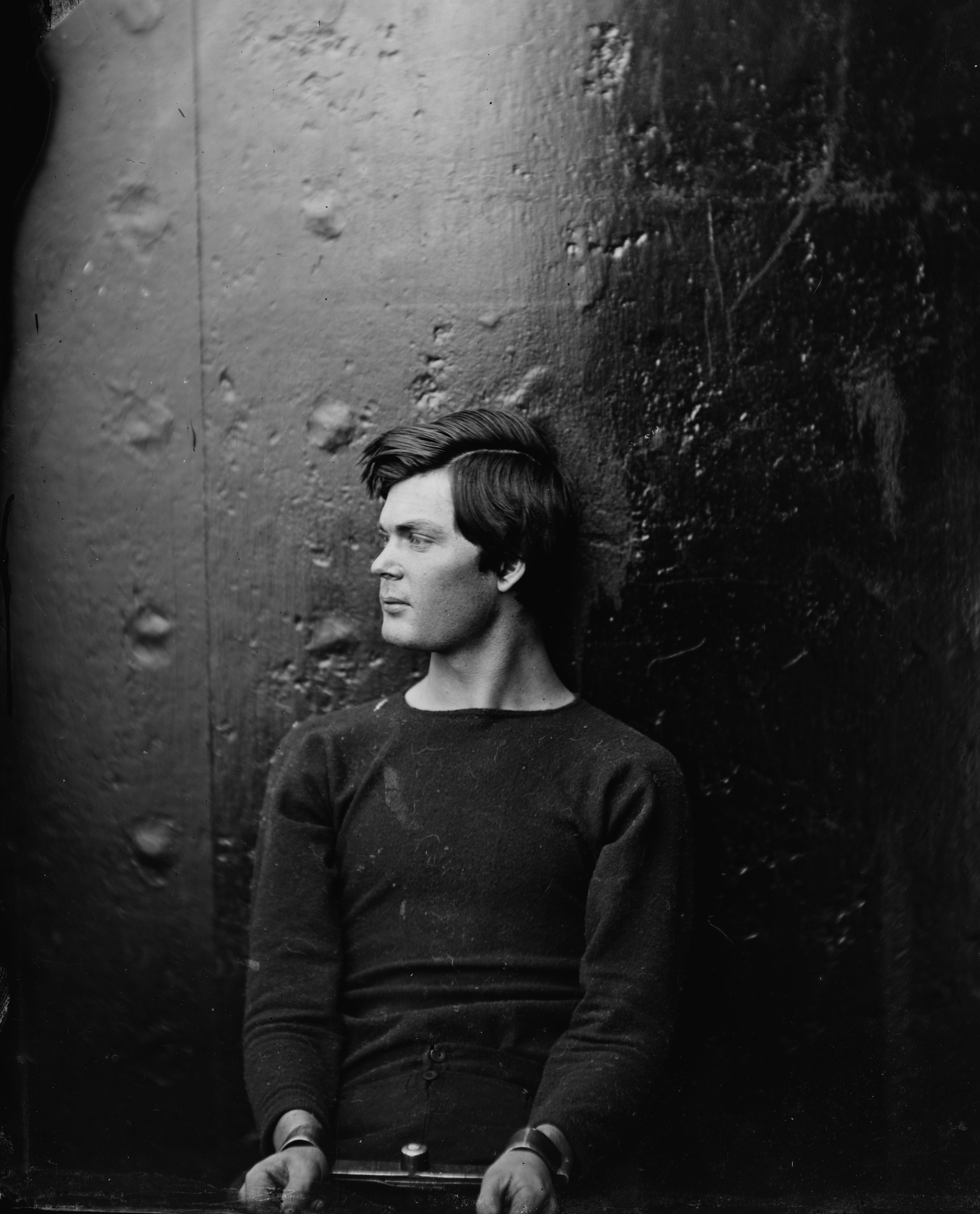
Lewis Powell

- Biblioteca Nacional de España: XX970307
- Bibliothèque nationale de France: cb136106939 (data)
- CiNii: DA08835468
- Gemeinsame Normdatei: 119076489
- International Standard Name Identifier: 0000 0000 8137 0767
- KulturNav: 8fbf7d40-b628-4bfa-b426-e0cb90006d5f
- Library of Congress Control Number: n79060231
- Nationale Bibliotheek van Tsjechië: xx0169987
- Nationale bibliotheek van Australië: 35905780
- Nationale Bibliotheek van Israël: 987007400662905171
- Nederlandse Thesaurus van Auteursnamen: 067501044
- PIC: 2576
- RKD-Nederlands Instituut voor Kunstgeschiedenis: 379324
- SNAC: w6zs38d8
- Système universitaire de documentation: 123989175
- Trove: 1140086
- Union List of Artist Names: 500115196
- Virtual International Authority File: 57416946
- WorldCat: E39PBJkhMP6mPxwK48gtmxH6Kd